# Copris phylax
Copris phylax är en skalbaggsart som beskrevs av Gillet 1908. Copris phylax ingår i släktet Copris och familjen bladhorningar. Inga underarter finns listade i Catalogue of Life.